# Ceresium longicorne
Ceresium longicorne är en skalbaggsart som beskrevs av Maurice Pic 1926. Ceresium longicorne ingår i släktet Ceresium och familjen långhorningar.
Artens utbredningsområde är Taiwan. Inga underarter finns listade i Catalogue of Life.